# Thereuopodina
Thereuopodina är ett släkte av mångfotingar. Thereuopodina ingår i familjen spindelfotingar.
Kladogram enligt Catalogue of Life:
| Thereuopodina | \| \| Thereuopodina adjutrix \| \| \| \| \| \| Thereuopodina queenslandica \| \| \| \| \| \| Thereuopodina tenuicornis \| \| \| \| |
|               | \| \| Thereuopodina adjutrix \| \| \| \| \| \| Thereuopodina queenslandica \| \| \| \| \| \| Thereuopodina tenuicornis \| \| \| \| |
|               | Allothereua |
|               | |
|               | Ballonema |
|               | |
|               | Ballonemella |
|               | |
|               | Brasiloscutigera |
|               | |
|               | Diplacrophor |
|               | |
|               | Gomphor |
|               | |
|               | Parascutigera |
|               | |
|               | Pesvarus |
|               | |
|               | Phanothereua |
|               | |
|               | Podothereua |
|               | |
|               | Prionopodella |
|               | |
|               | Prothereua |
|               | |
|               | Scutigera |
|               | |
|               | Tachythereua |
|               | |
|               | Thereulla |
|               | |
|               | Thereuonema |
|               | |
|               | Thereuopoda |
|               | |
|               | Thereuoquima |
|               | |
|               | Thereuopodina adjutrix |
|               | |
|               | Thereuopodina queenslandica |
|               | |
|               | Thereuopodina tenuicornis |
|               | |

|  | Thereuopodina adjutrix      |
|  |                             |
|  | Thereuopodina queenslandica |
|  |                             |
|  | Thereuopodina tenuicornis   |
|  |                             |